# Het Jonge Schaap
Het Jonge Schaap is een houtzaagmolen aan de Zaanse Schans in de gemeente Zaanstad.
De originele molen uit 1680 is in 1942 afgebroken. Hij stond in Zaandam, ten westen van de spoorlijn in het verlengde van de Stationsstraat. Tussen 2005 en 2007 is men bezig geweest met de bouw van een replica die een plaats heeft gekregen tussen de molens "De Zoeker" en "De Os" aan de Zaanse Schans. Ook dit is een voormalig molenerf want tussen ca. 1685 en 1798 draaide de oliemolen De Ster hier zijn wieken. Voor het maken van de replica is gebruikgemaakt van gedetailleerde tekeningen die Anton Sipman gemaakt had voordat die originele molen werd afgebroken. Ooit waren er in de Zaanstreek ongeveer 109 bovenkruier houtzaagmolens in bedrijf en Het Jonge Schaap is daarvan de laatste. Een andere bijzonderheid is dat het een van de acht zeskante molens in Nederland is en daarvan de enige houtzaagmolen. De molen heeft drie zaagramen, waarvan één schulpraam. Er zijn twee jijntakels aanwezig voor het op de zaagslee leggen van de boomstammen.

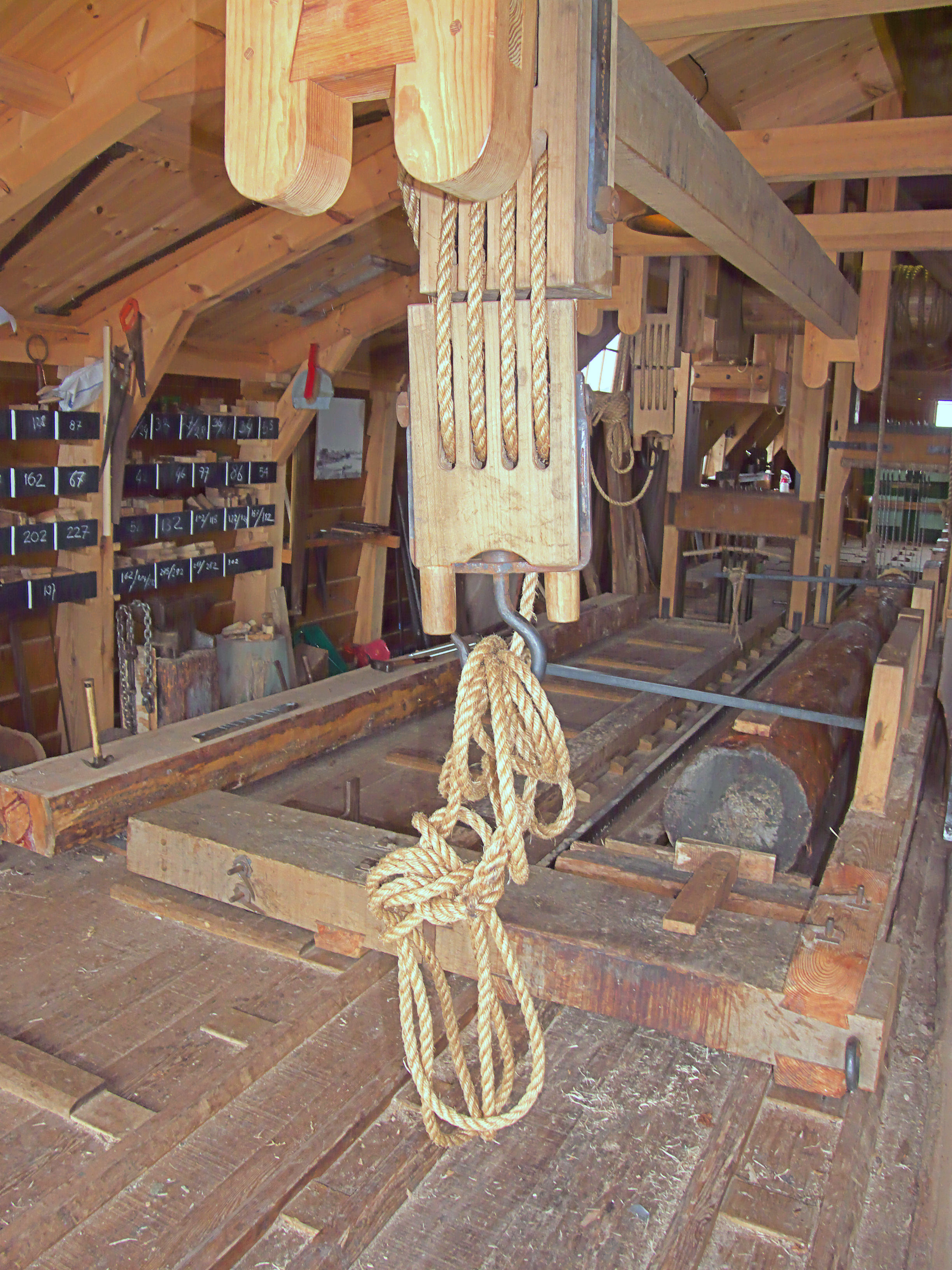
Jijntakel aan jijnrib

Op 10 juli 2006 werd het opbouwen van het molenlichaam voltooid, waarvan onder andere de zeskantstijlen van Duits (omgeving Hannover) larikshout gemaakt zijn. De getrapte weeg is gemaakt van western redcedar. Medio december 2006 kwam de stelling gereed en is men begonnen met het rietdekken van het zeskant. Op 26 en 27 februari 2007 werden de kap geplaatst en de wieken gestoken. Al vrij snel na de plaatsing van kap en gevlucht was de molen draaivaardig, in de zomer van 2007 is de molen maalvaardig gemaakt. Op 27 september 2007 werd de molen officieel in gebruik gesteld. Het krukwiel is een rondsel met bolletrie schietstaven. De krukas is afkomstig van de machinefabriek Duyvis in Koog aan de Zaan. De krukasdelen zijn met vloeibare stikstof koud in elkaar geperst. De krukas is door de krukdeur in het zeskant net boven de krukzolder de molen ingeschoven en op de krukpollen geplaatst.
Op 29 mei 2008 brak de krukas , waardoor er enige tijd niet meer gezaagd kon worden. Op 8 juli van dat jaar is de krukas weer teruggestoken, om op 24 september 2009 opnieuw te breken. De oorzaak voor de dubbele breuk lag meer dan waarschijnlijk in de moderne lagers die de krukas eerder had, deze waren minder soepel en hielden de krukas daarom te strak in het zeskant dat van nieuw hout is gemaakt en daarom nog kromp. Op 15 januari 2010 is de herstelde krukas teruggeplaatst en de molen is sindsdien weer vol in bedrijf. Op 26 juli 2016 is de krukas echter voor de derde keer gebroken.
De stalen roeden uit 2006 zijn van de Limburgse molenroedenfabrikant Derckx. De binnenroede is 20,50 meter lang en heeft het productienummer 1007. De buitenroede is 20,68 meter lang en heeft nummer 1008.
De gietijzeren bovenas van de fabrikant Enthoven stamt uit 1849. Naast het opschrift L.I. Enthoven & Co TE S HAGE staat op de bovenas ook de naam De Verwachting en Gebr.'s Tak en Co. Voordat deze as in Het Jonge Schaap terechtkwam heeft hij eerst in houtzaagmolen De Verwachting in Middelburg dienstgedaan. Toen deze in 1891 gesloopt werd is de as overgeplaatst naar korenmolen De Kroon in Arnhem om daar tot 1998 dienst te doen. In dat jaar werd De Kroon opgeknapt waarbij een wieksysteem aangelegd werd waarbij het doorboren van de as noodzakelijk is. Het risico op asbreuk werd bij deze oude as te groot geacht en zodoende verdween de as uit de molen, om in 2007 in zijn oude bestaan dienst te doen in molen nummer drie: Het Jonge Schaap. Het hals- en penlager zijn toen ook opnieuw afgedraaid.
De vang, waarmee de molen stilgezet wordt, is een stutvang. Om het bovenwiel zitten als voering eikenhouten schaaldelen, waarop de vangblokken aangrijpen.
De kap draait op een neutenkruiwerk.
Het Jonge Schaap is wanneer deze geopend is tegen een kleine betaling te bezichtigen. In het gebouw naast de molen wordt een film over de opbouw vertoond en onder in de molen is een expositie over het oude zaagmolenaarsleven. Het molencomplex is eigendom van de Vereniging De Zaansche Molen.

## Overbrengingen
- De overbrengingsverhouding bovenas zaagraam is 1 : 2,44.
- Het bovenwiel heeft 70 azijnhouten kammen en de bovenbonkelaar heeft 32 kammen. De koningsspil draait hierdoor 2,19 keer sneller dan de bovenas. De steek, de afstand tussen de kammen, is 10,5 ? cm.
- De onderbonkelaar heeft 49 kammen en het krukwiel heeft 44 bolletrie staven. De krukas draait hierdoor 1,11 keer sneller dan de koningsspil en 2,44 keer sneller dan de bovenas. De steek is 11,5 ? cm.

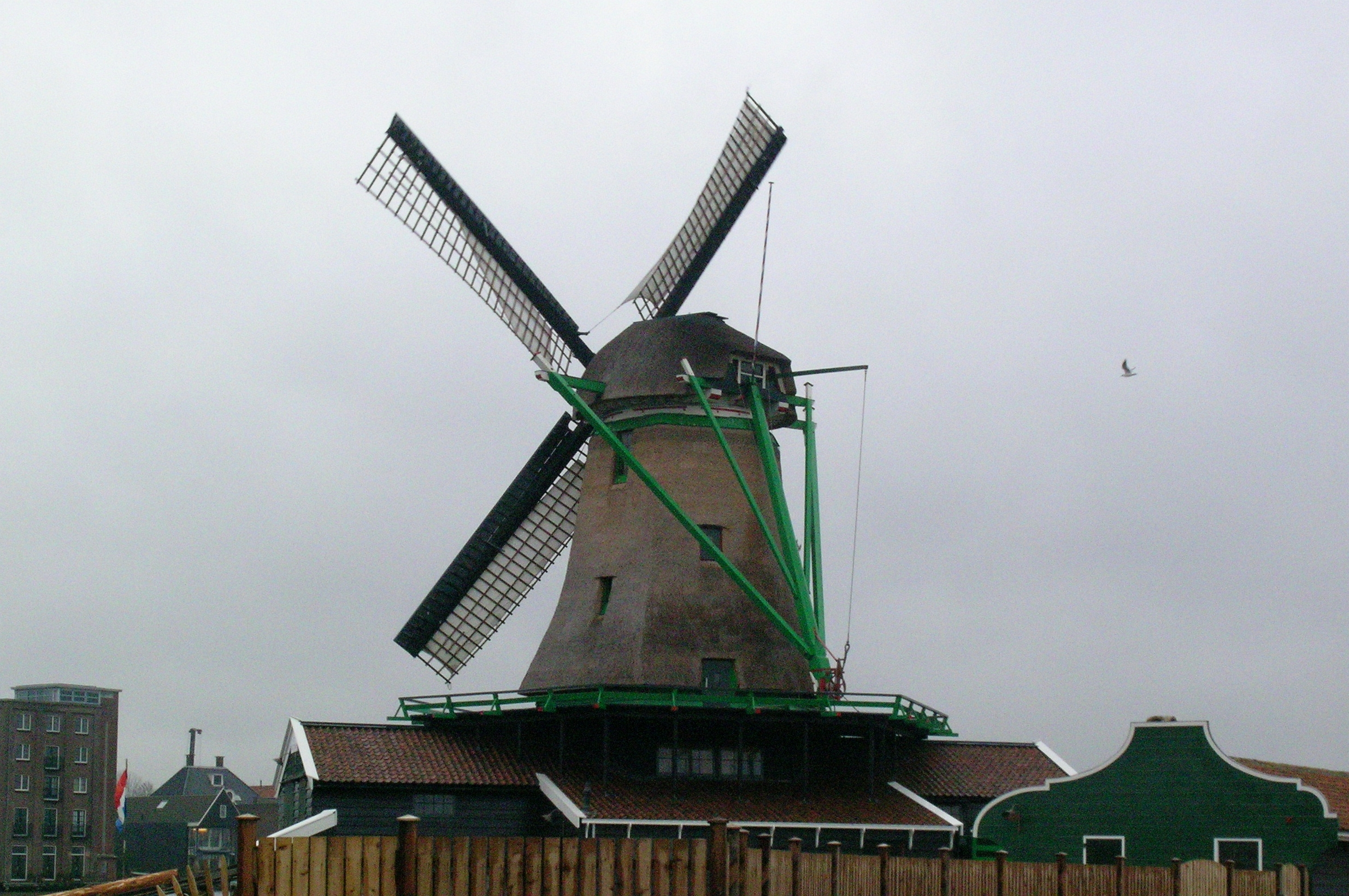
Het Jonge Schaap (november 2007)
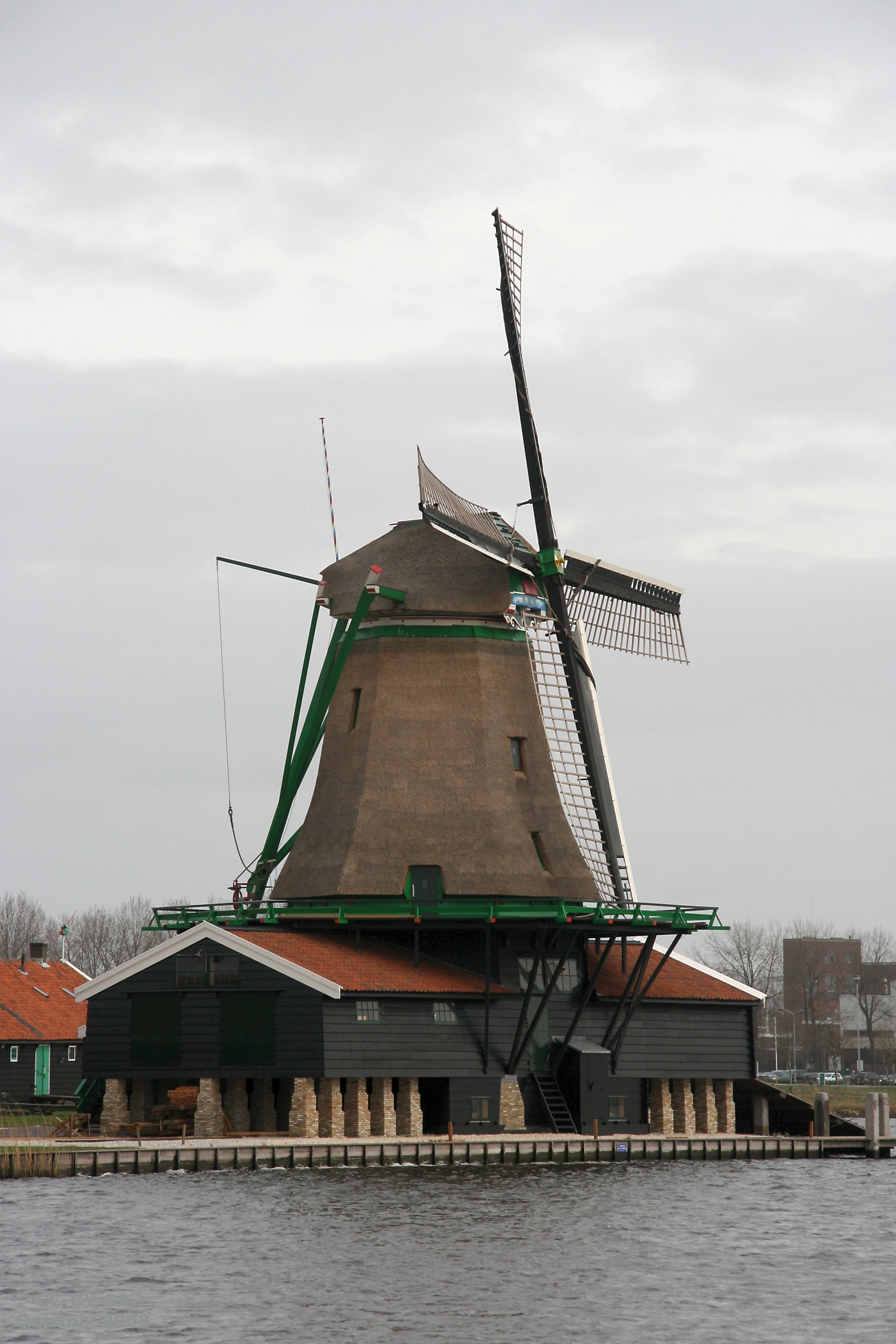
Het Jonge Schaap (maart 2008)
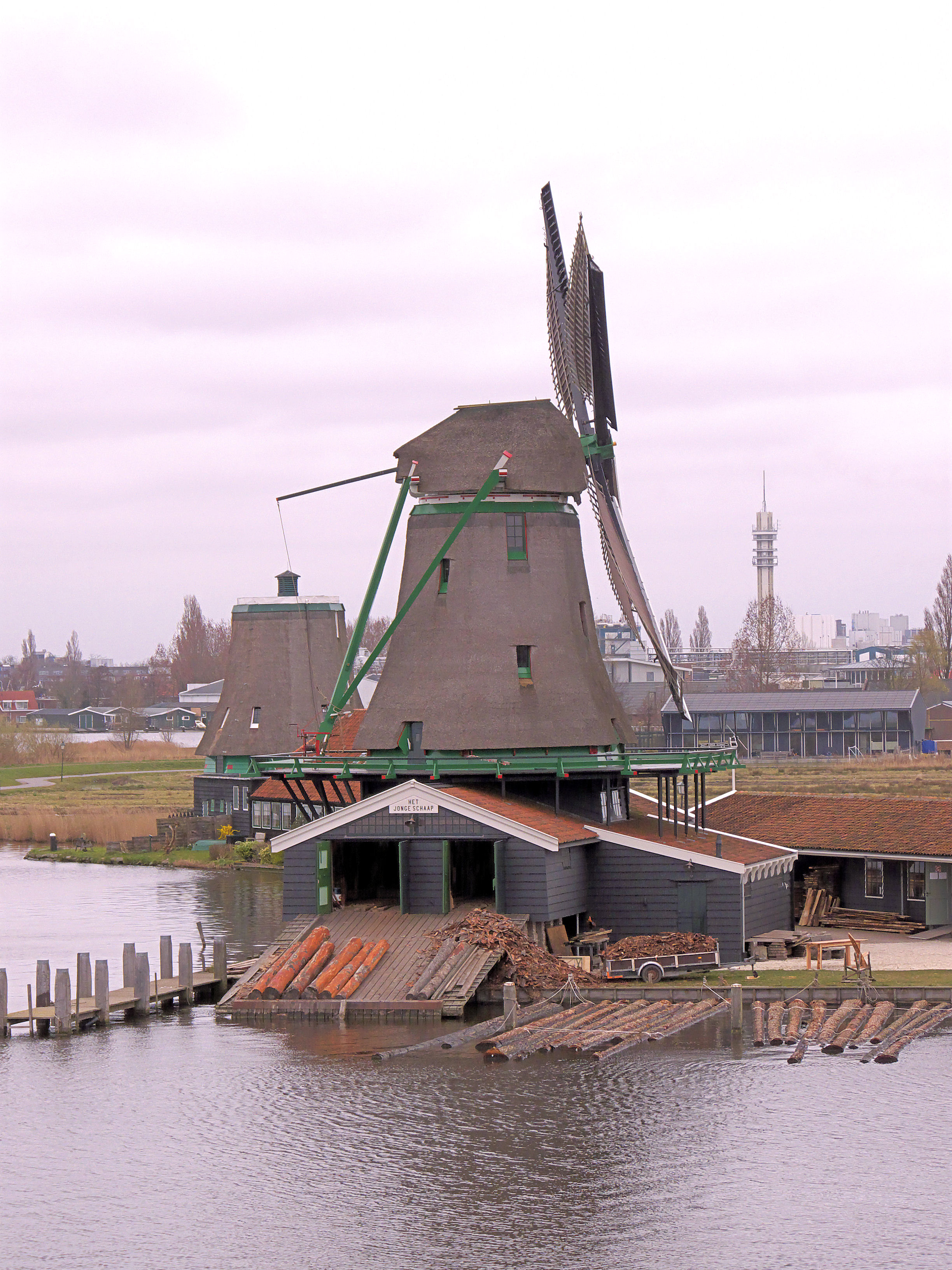
Het Jonge Schaap (maart 2011)
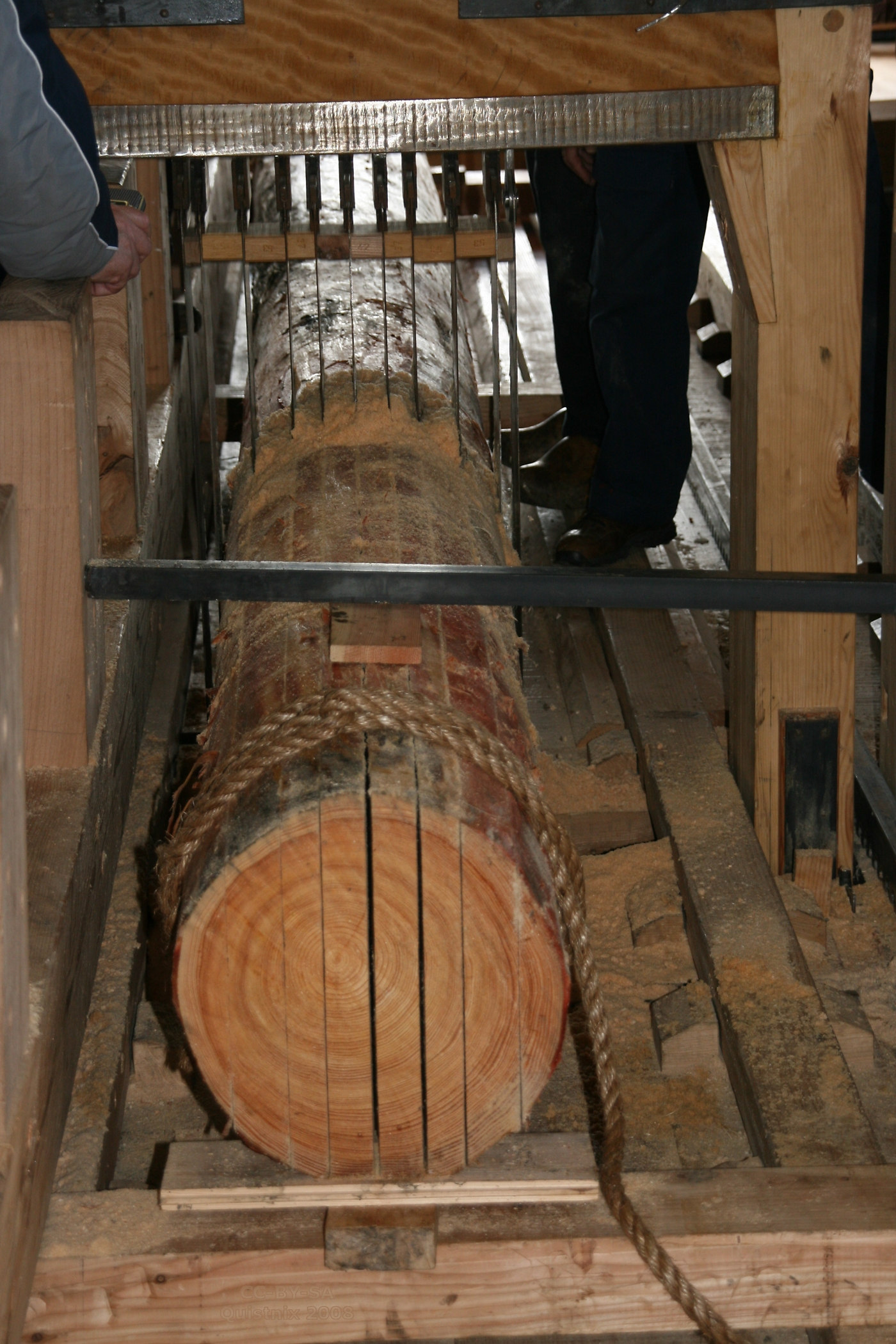
Zagen van een boomstam
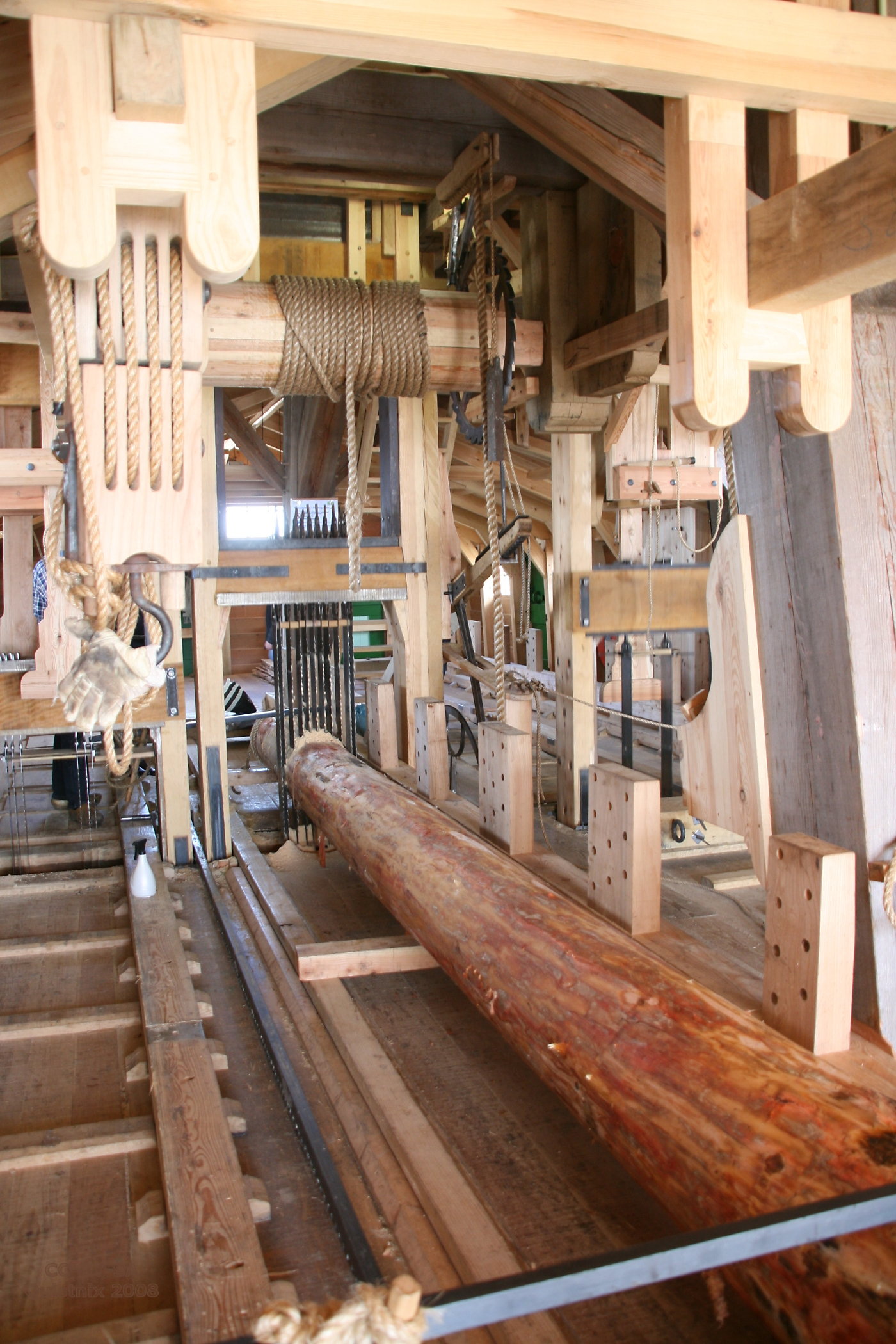
Dezelfde boomstam, vanaf de andere kant gezien
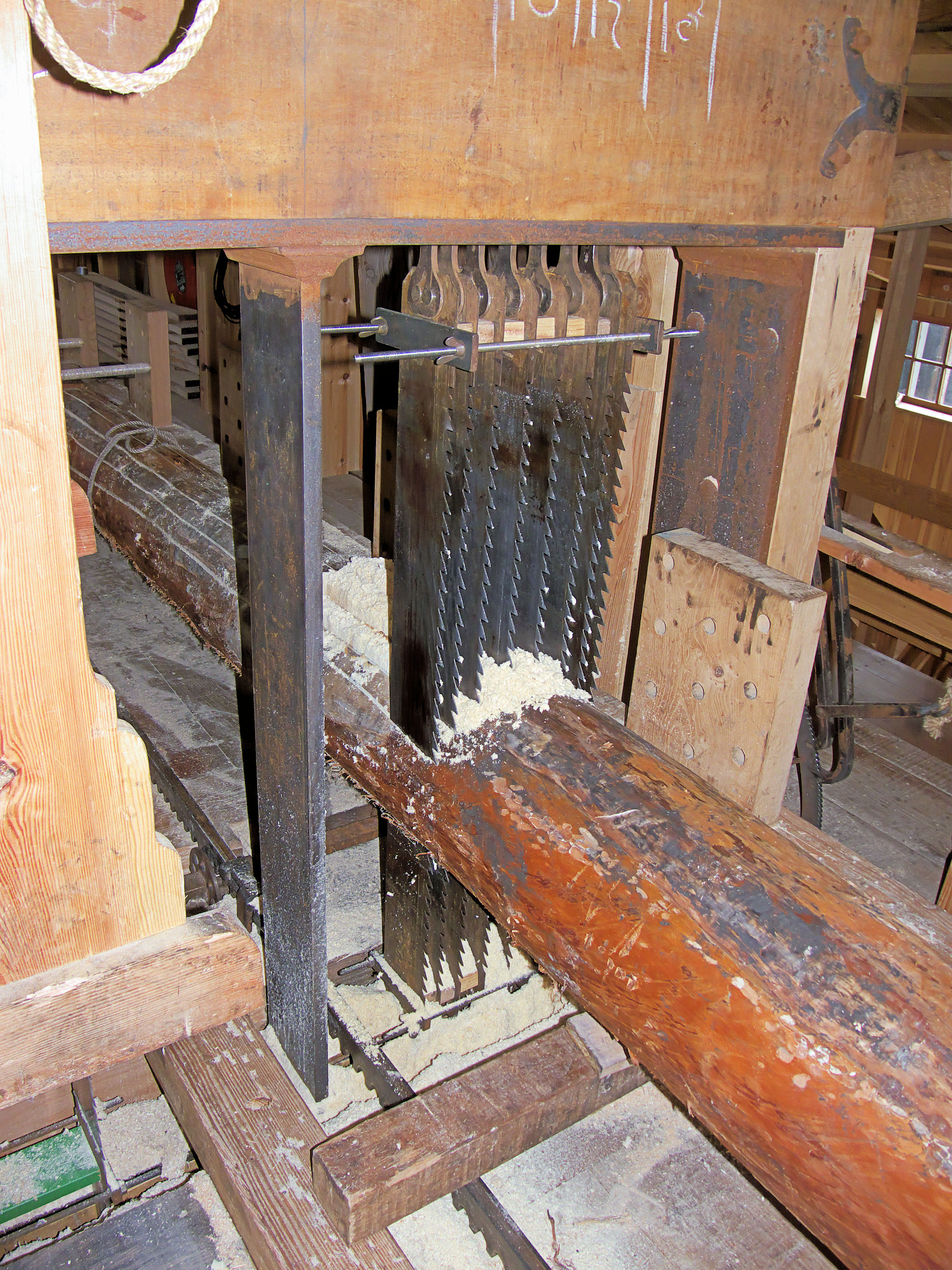
Zaagraam
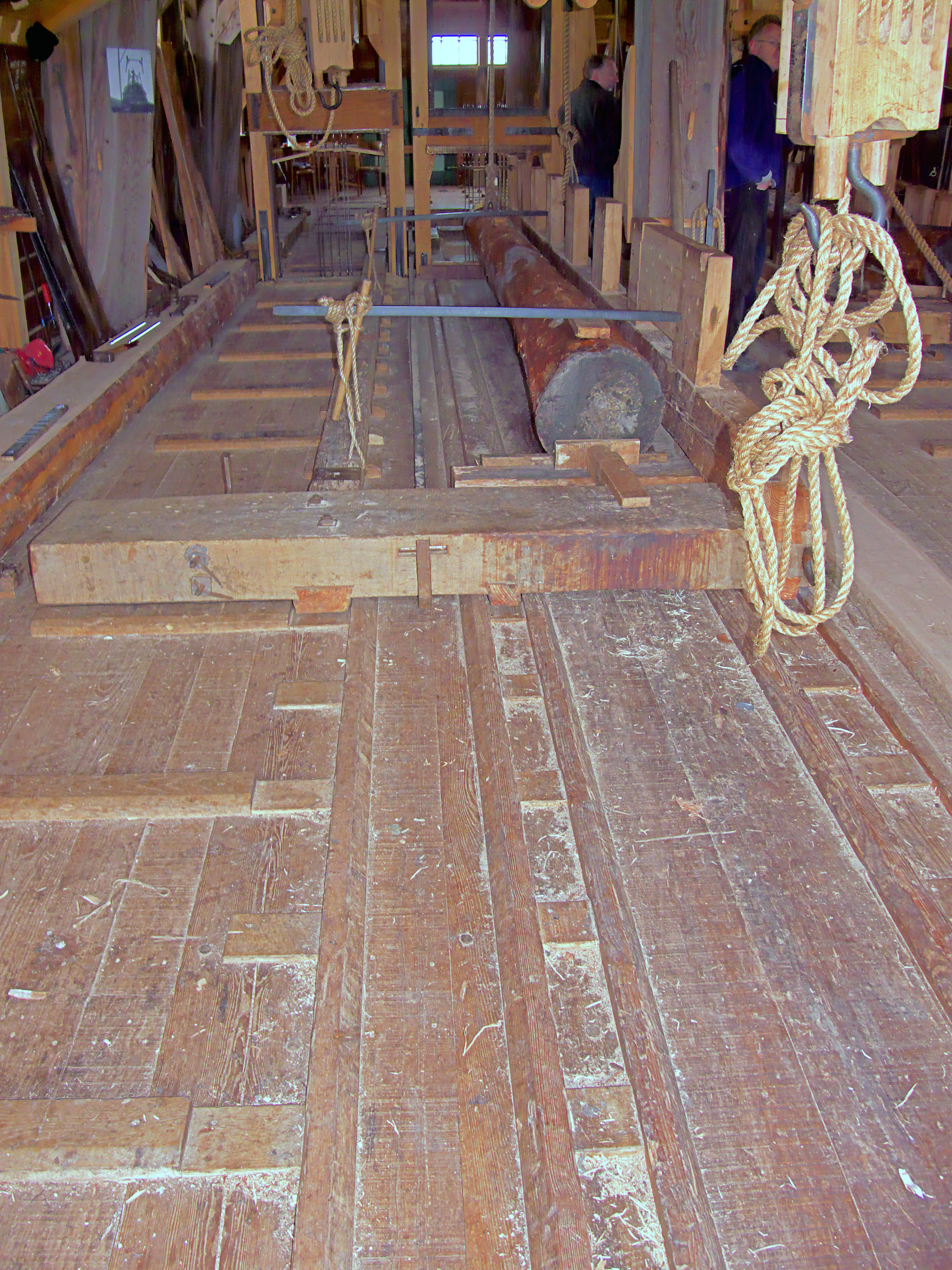
Links het schulpraam
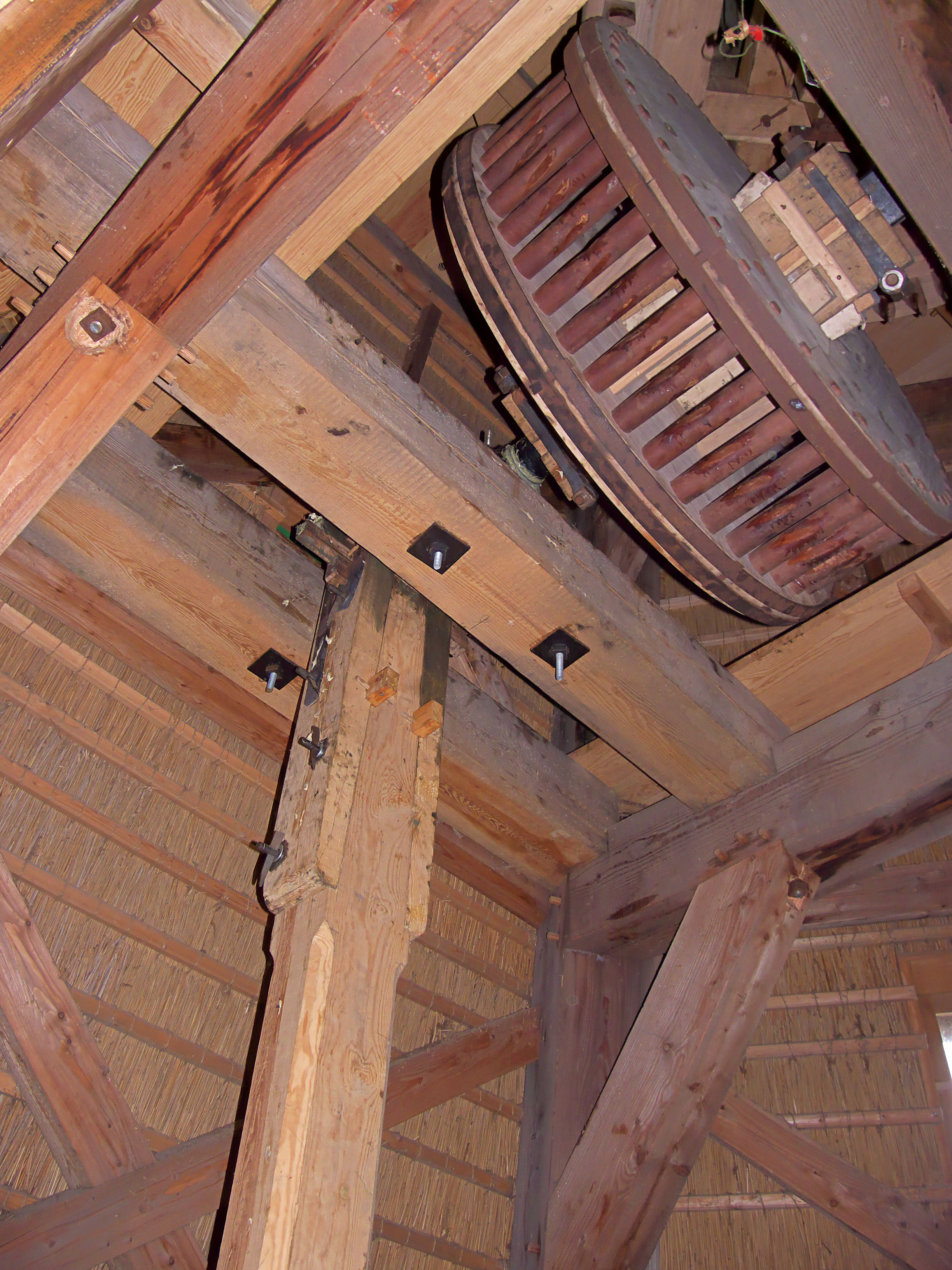
Krukwiel en wuifelaar
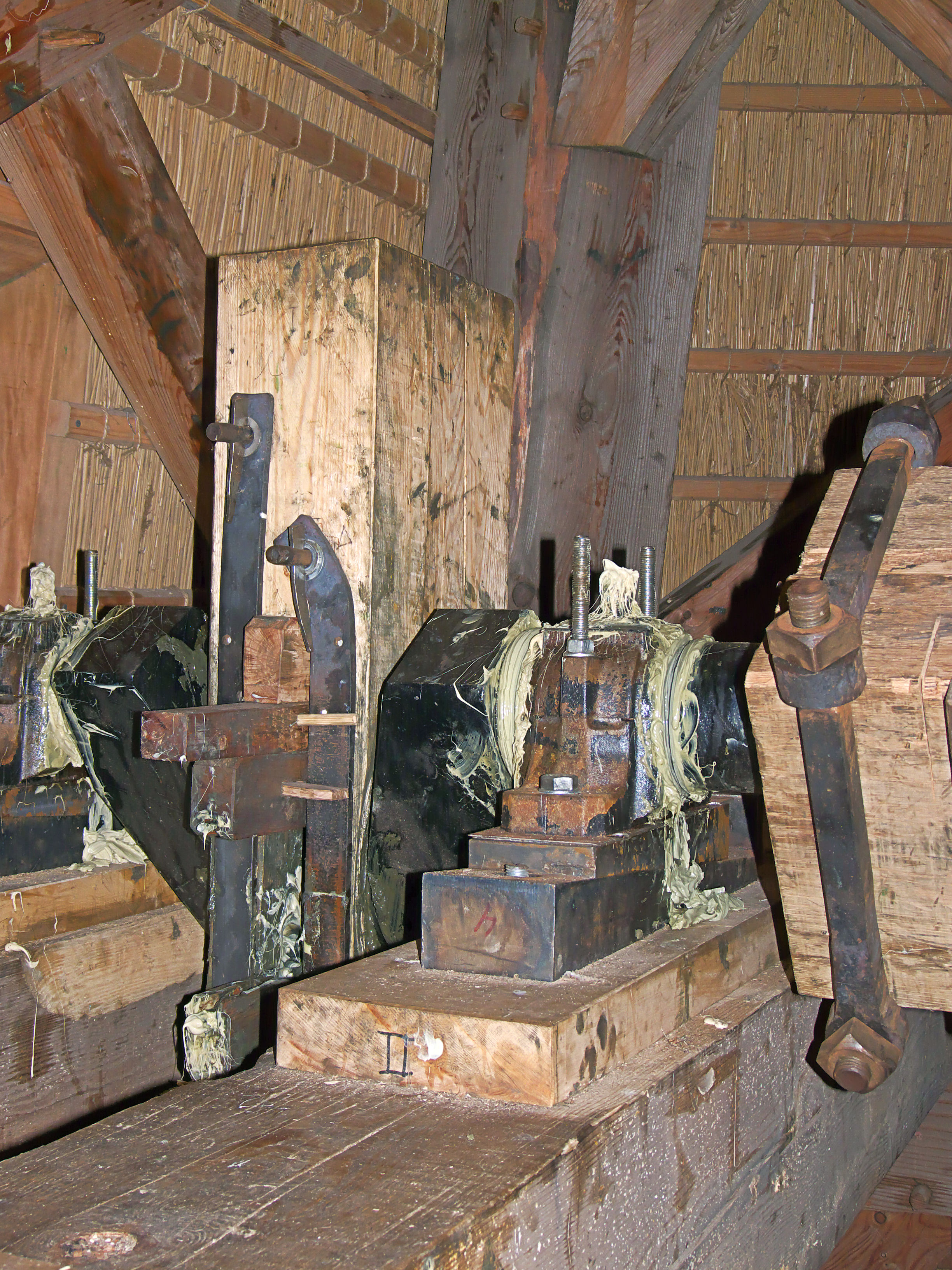
Krukaslager en wuifelaar
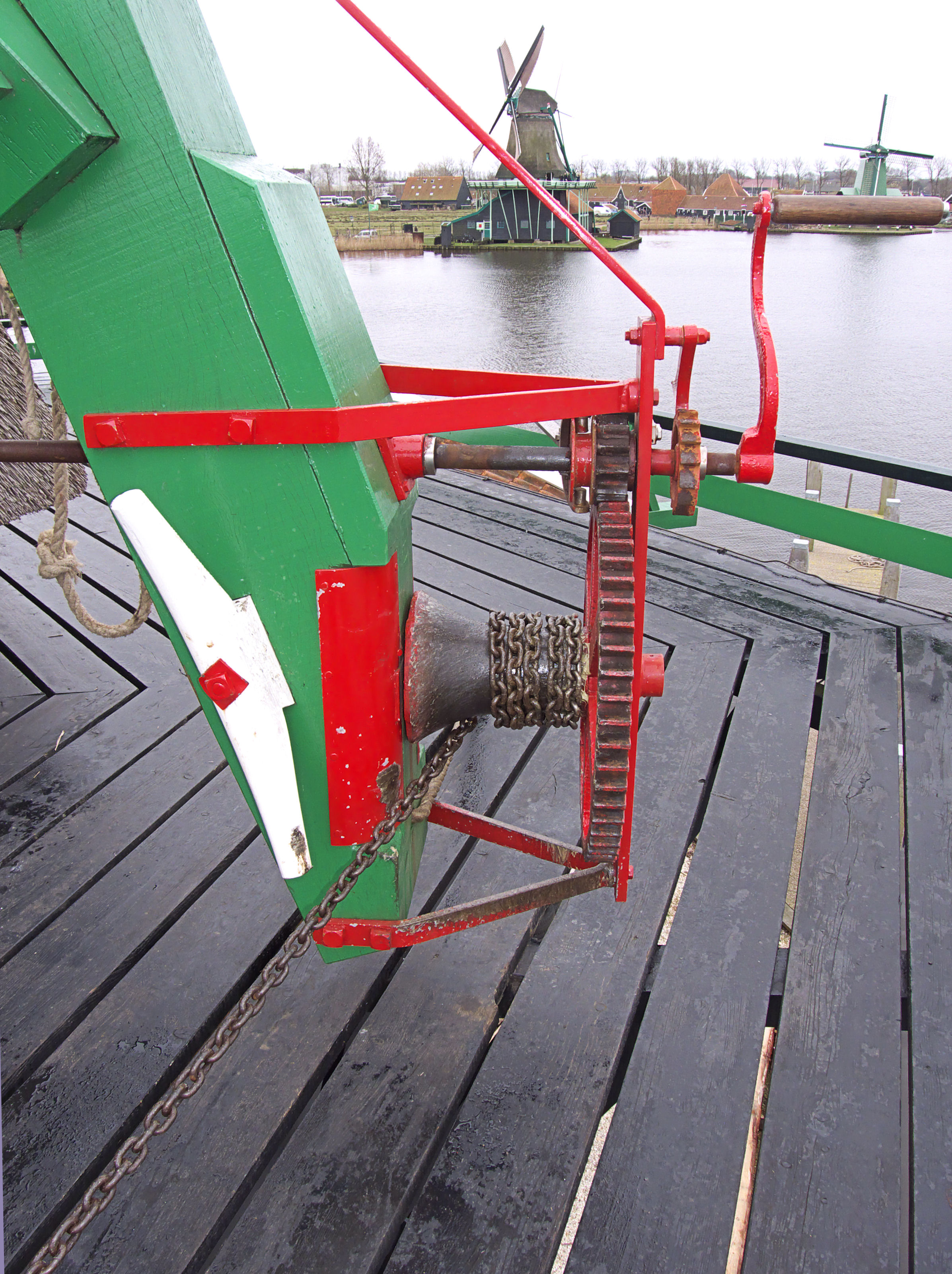
Kruilier
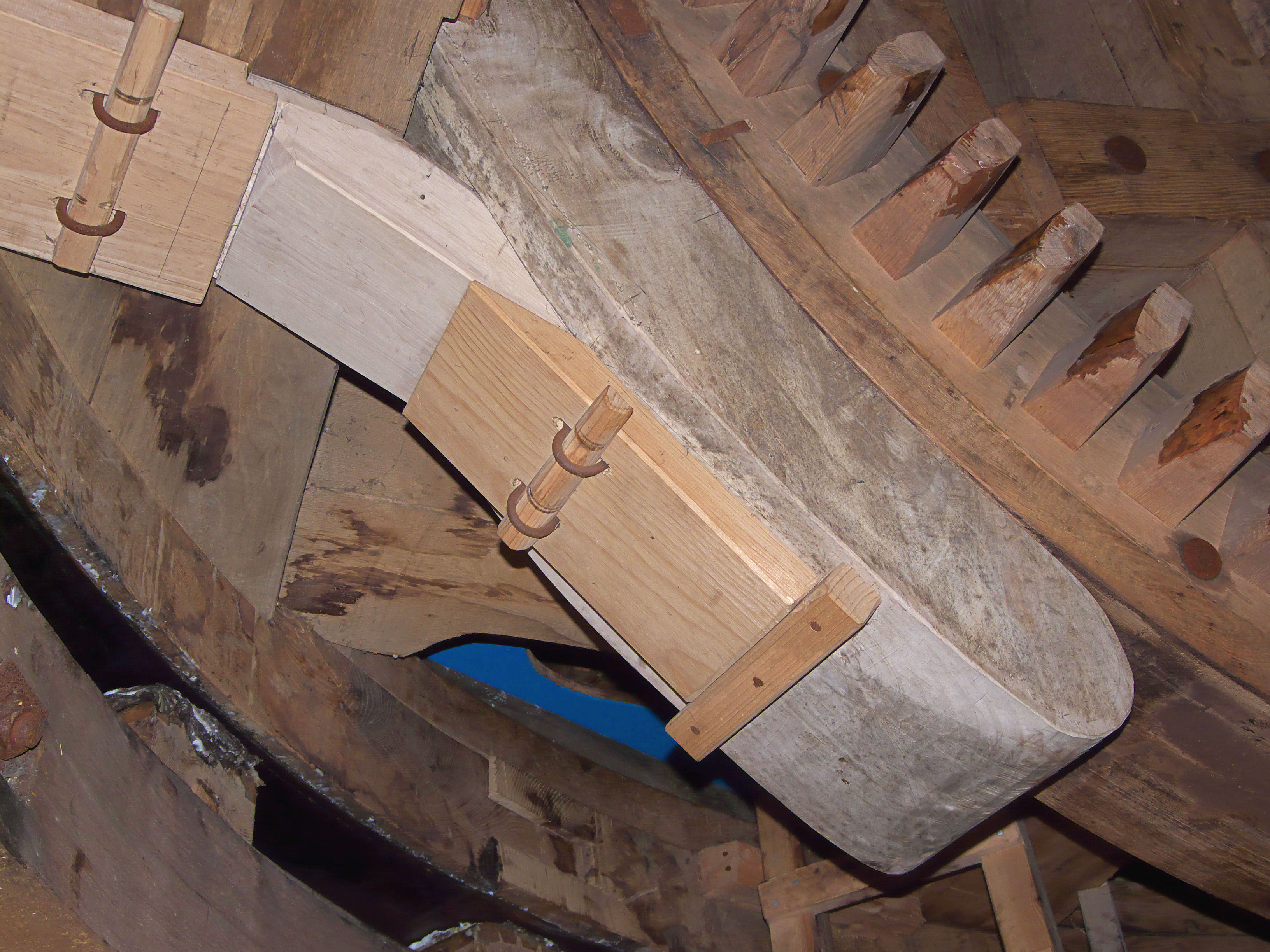
Stut van de stutvang
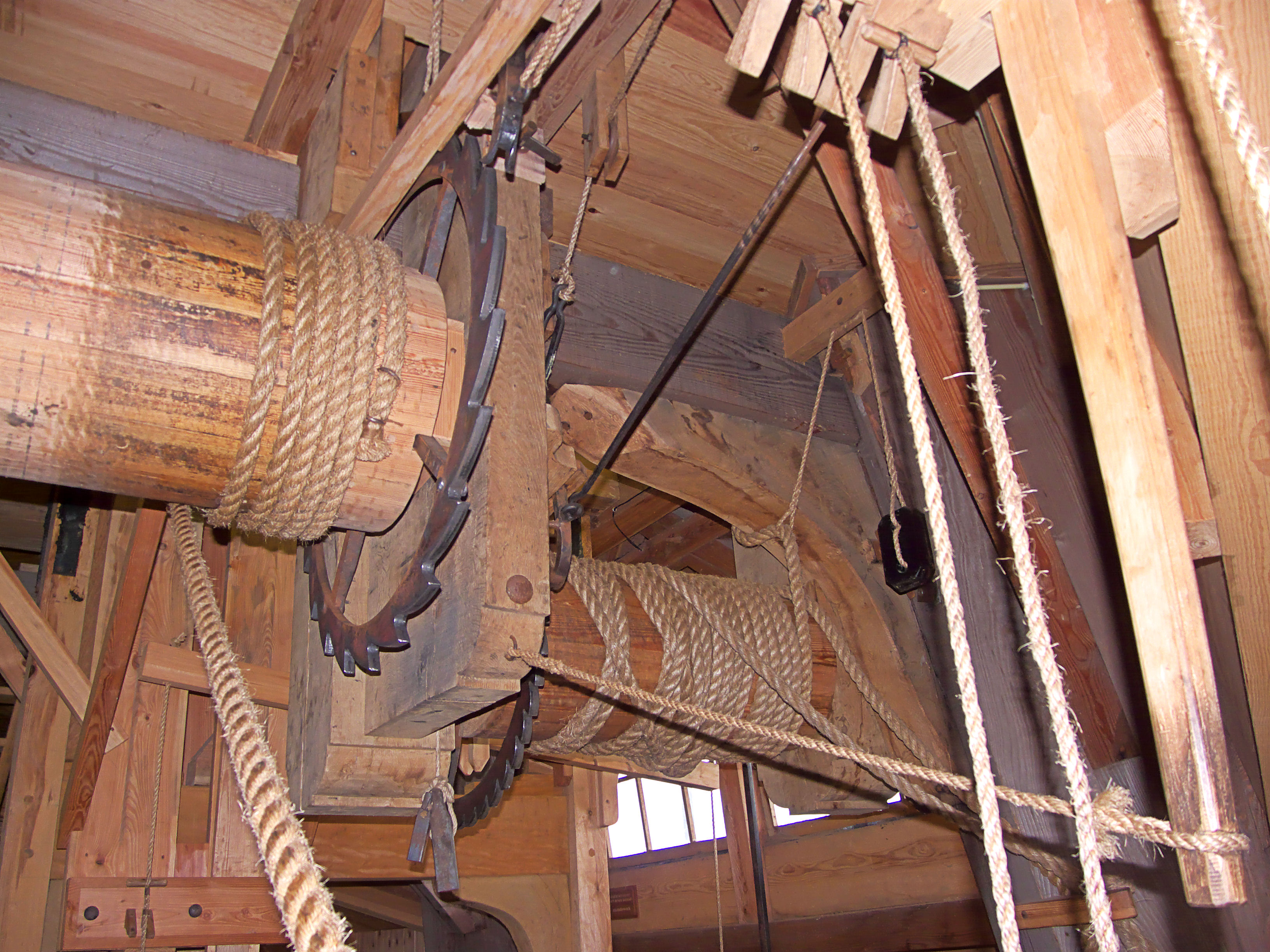
Winderij